# 水孩子

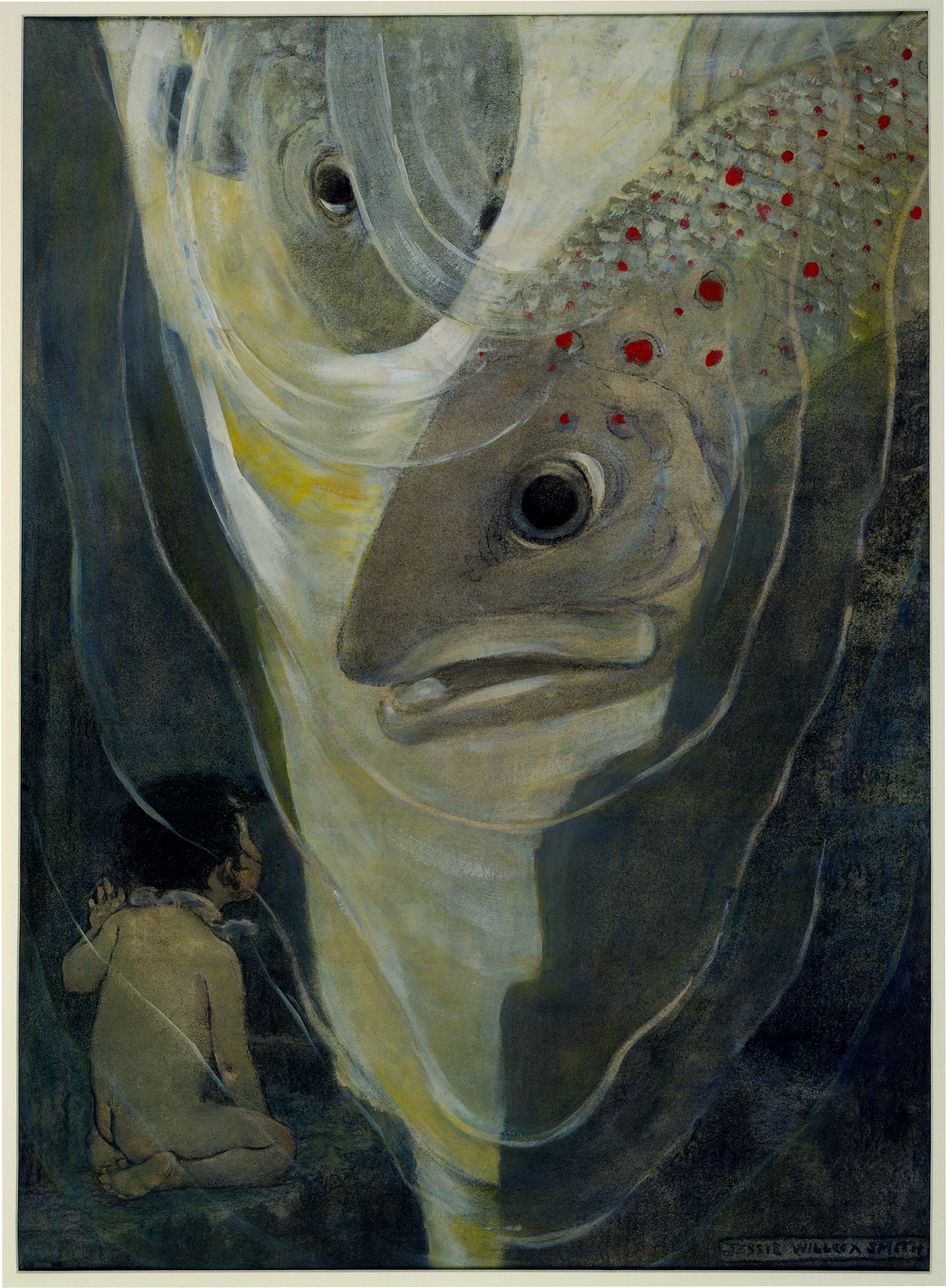
"Oh, 別傷害我!" 湯姆哭道. "我只是想看你一眼, 你真是英俊." Jessie Wilcox Smith c. 1916. Charcoal, 水彩油畫

《水孩子》为英国19世纪作家查尔斯·金斯利（Charles Kingsley）所著的一部童話。

## 故事梗概
故事讲述的是一个扫烟囱的孩子汤姆在仙女的感化、教育和引导下，如何变成水孩子（生活在水里的孩子，身体只有人类拇指大小），并闯荡大千世界，经历各种奇遇，克服性格缺陷，直至长大成人的故事。
主要 人物包括： 湯姆、小姑娘愛麗、師傅葛林、 罰惡仙人、福善仙人⋯⋯